# فینال جام حذفی فوتبال انگلستان ۱۹۸۳
فینال جام حذفی فوتبال انگلستان ۱۹۸۳، رقابت پایانی جام حذفی فوتبال انگلستان در سال ۱۹۸۳ میلادی است که مابین دو تیم باشگاه فوتبال منچستر یونایتد و باشگاه فوتبال برایتون اند هوو آلبیون در ورزشگاه ومبلی لندن برگزار شده‌است.
این مسابقه که در تاریخ ۲۱ مه ۱۹۸۳ انجام شده‌است با نتیجه ۲ بر ۲ به پایان رسید.
در بازی تکراری که در ۲۶ مه ۱۹۸۳ برگزار شد باشگاه فوتبال منچستر یونایتد با نتیجه چهار بر صفر به پیروزی رسید.